# Grégory Carmona
Grégory Carmona est un footballeur français né le 17 janvier 1979 à Montpellier dans le département de l'Hérault. Il évolue au poste de milieu de terrain de la fin des années 1990 à la fin des années 2000.
Formé au Montpellier HSC, il joue notamment à l'ASOA Valence avant de terminer sa carrière à l'AS Béziers.

## Biographie
Grégory Carmona est le fils d'un ancien joueur du Montpellier HSC, Norbert Carmona qui a disputé deux matchs sous les couleurs montpelliéraines en 1977-1978. Milieu offensif rapide, il intègre le centre de formation du club montpelliérain en 1993. En 1997, il est battu, avec ses jeunes coéquipiers, en finale de la Coupe Gambardella par l'Olympique lyonnais. Le match se termine par une séance de tirs au but après un match nul un partout. Il fait ses débuts en équipe première lors de la 29e journée du championnat 1999-2000. Dans ce match, disputé le 25 mars face à l'AJ Auxerre et remporté deux buts à zéro, il entre en jeu à la 88e minute en remplacement de Rui Pataca. Il dispute trois rencontres de championnat lors de cette saison qui voit le club en fin de championnat relégué en Division 2. Il signe alors son premier contrat professionnel mais, peu utilisé la saison suivante, sept rencontres de championnat disputées, il est laissé libre par le club.
Grégory Carmona rejoint en 2001 l'ASOA Valence, club évoluant en National. Titulaire, il contribue grandement à la troisième place du club en championnat, synonyme de remontée en Ligue 2, en jouant trente-sept matchs et finissant meilleur buteur du club avec dix buts inscrits. Il reçoit alors de nombreuses propositions mais reste au club. Treizième avec l'ASOA en 2003, le club est relégué en National la saison suivante à la suite d'une dix-huitième place en championnat.
Après un essai non concluant avec le FC Lorient, puis en contact avec le Besançon RC, il signe finalement un contrat d'un an avec le FC Gueugnon pour une saison. Il enchaine les années suivantes les clubs, rejoignant le FC Sète, ensuite le Tours FC et enfin l'US Boulogne où il signe un contrat d'un an.
Non conservé par l'US Boulogne en fin de saison 2008, il est en contact avec le FC Sète mais le club ne peut l'engager en raison de sa situation financière. En janvier 2009, il rejoint l'AS Béziers en Division d'Honneur. Il remporte avec ce club le championnat du Languedoc-Roussillon et continue l'aventure avec le club en CFA2.
Grégory Carmona participe grandement à la première place de l'AS Béziers en groupe F du CFA2, il marque le but décisif de la montée en CFA contre Tarbes PF lors de la 28e journée. Il met fin à sa carrière en fin de saison.

## Palmarès
- Finaliste de la Coupe Gambardella en 1997 avec le Montpellier HSC.
- Champion de Division d'Honneur du Languedoc-Roussillon en 2009 avec l'AS Béziers.
- Champion de CFA2, groupe F en 2010 avec l'AS Béziers.

## Carrière
Le tableau ci-dessous résume les statistiques en match officiel de Grégory Carmona,
| Saison      | Club            | Pays   | Championnat | Championnat | Championnat | Coupes nationales | Coupes nationales |
| Saison      | Club            | Pays   | Division    | Matchs      | Buts        | Matchs            | Buts              |
| ----------- | --------------- | ------ | ----------- | ----------- | ----------- | ----------------- | ----------------- |
| 1999 - 2000 | Montpellier HSC | France | Division 1  | 3           | 0           | -                 | -                 |
| 2000 - 2001 | Montpellier HSC | France | Division 2  | 7           | 0           | 1                 | 0                 |
| 2001 - 2002 | ASOA Valence    | France | National    | 37          | 10          | 1                 | 0                 |
| 2002-2003   | ASOA Valence    | France | Ligue 2     | 19          | 3           | -                 | -                 |
| 2003-2004   | ASOA Valence    | France | Ligue 2     | 35          | 6           | 1                 | 0                 |
| 2004-2005   | FC Gueugnon     | France | Ligue 2     | 32          | 3           | 1                 | 0                 |
| 2005-2006   | FC Sète         | France | Ligue 2     | 27          | 2           | 1                 | 0                 |
| 2006-2007   | Tours FC        | France | Ligue 2     | 29          | 1           | 1                 | 0                 |
| 2007-2008   | US Boulogne     | France | Ligue 2     | 23          | 1           | 3                 | 0                 |